# Saint-Étienne-de-Lisse
Saint-Étienne-de-Lisse ist eine französische Gemeinde mit 181 Einwohnern (Stand: 1. Januar 2022) im Département Gironde in der Region Nouvelle-Aquitaine (vor 2016 Aquitaine); sie gehört zum Arrondissement Libourne und zum Kanton Les Coteaux de Dordogne. 

## Geographie
Saint-Étienne-de-Lisse liegt etwa 50 Kilometer östlich von Bordeaux. Umgeben wird Saint-Étienne-de-Lisse von den Nachbargemeinden Montagne im Nordwesten und Norden, Saint-Genès-de-Castillon im Nordosten, Sainte-Colombe im Osten, Saint-Magne-de-Castillon im Südosten, Saint-Pey-d’Armens im Süden, Saint-Hippolyte im Südwesten und Westen sowie Saint-Christophe-des-Bardes im Nordwesten.

## Bevölkerungsentwicklung
| Jahr                       | 1962 | 1968 | 1975 | 1982 | 1990 | 1999 | 2009 | 2020 |
| Einwohner                  | 468  | 453  | 465  | 421  | 387  | 355  | 282  | 190  |
| Quellen: Cassini und INSEE |      |      |      |      |      |      |      |      |

## Sehenswürdigkeiten
- Kirche Saint-Étienne, seit 1925 Monument historique
- Schloss Fombrauge, seit 2006 Monument historique
- Ruinen der Kapelle Saint-Fort

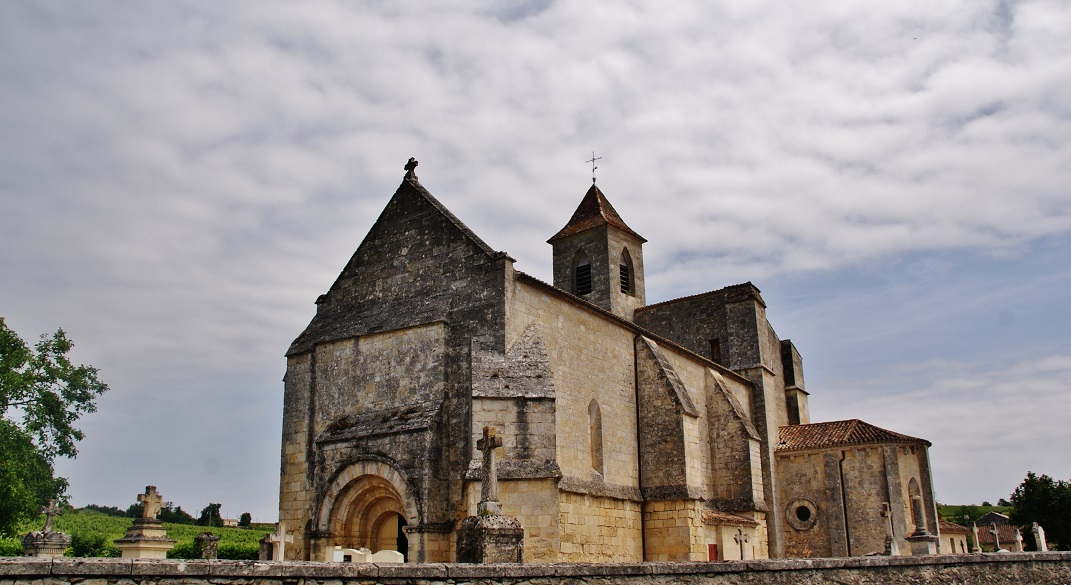
Kirche Saint-Étienne
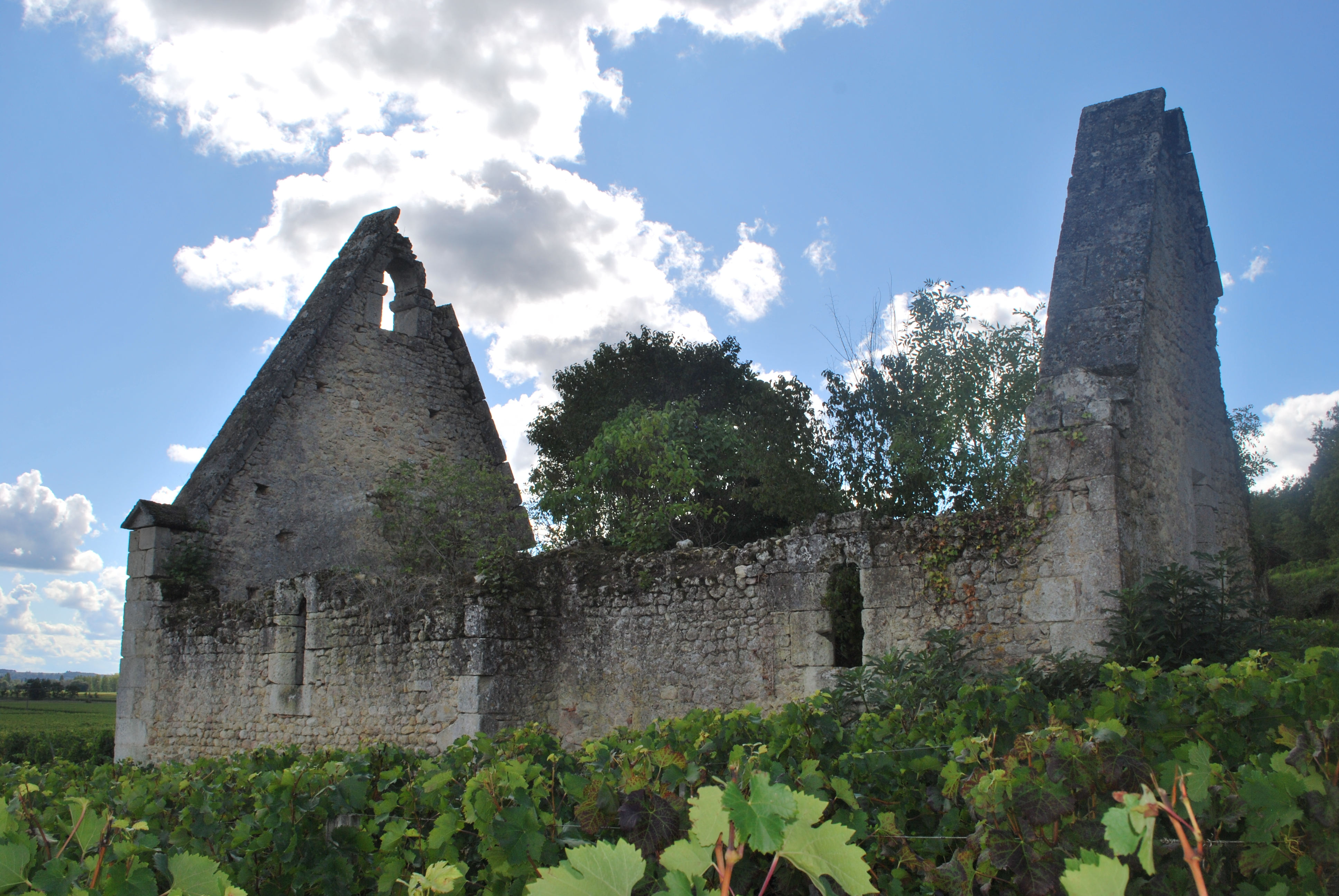
Reste der Kapelle Saint-Fort